# André Louis Elisabeth Marie Briche
André-Louis-Marie-Elisabeth Briche (12 de agosto de 1772 - 21 de mayo de 1825) fue un General francés del Primer Imperio Francés que vieron acción durante la Guerra. Fue Coronel del 10.º Regimiento de Húsar entre 1806 y 1809, antes de ser promovido aGeneral de la Brigada. Dirigió el francés Hussars, ya que el ejército español cargado del flanco izquierdo en la Batalla de Gévora, y atacaron la aldea de La Albuera, junto a Nicolas Godinot de infantería, En la Batalla de La Albuera el 16 de mayo de 1811.